# Adolf Riege
Adolf Riege (* 27. Februar 1906 in Hameln; † 9. Juni 1994 in Lübeck) war ein deutscher evangelischer Theologe.

## Leben
Nach dem Abitur am Gymnasium in seiner Heimatstadt Hameln studierte Riege Theologie an der Georg-August-Universität in Göttingen. Dort wurde er 1924 Mitglied der Burschenschaft Holzminda. Von 1927 bis 1928 besuchte er in Tübingen das evangelische theologische Seminar und kehrte anschließend nach Göttingen zurück, um 1929 sein theologisches Examen abzulegen. Nachdem er am 15. September 1931 in Hannover ordiniert worden war, war er bis 1933 Vikar und Hilfsprediger in Hannover als persönlicher Referent bei Landesbischof August Marahrens und bis 1934 Hilfsprediger in Farge im ehemaligen Landkreis Blumenthal, bevor er im Oktober 1935 als Prediger an den Lübecker Dom berufen wurde. Riege trat zum 1. Mai 1933 der NSDAP bei (Mitgliedsnummer 2.954.649), gehörte zu den Deutschen Christen und war Mitarbeiter im Institut zur Erforschung und Beseitigung des jüdischen Einflusses auf das deutsche kirchliche Leben. In Lübeck heiratete er 1935. Aus dieser Ehe gingen zwei Kinder hervor.
Während des Zweiten Weltkrieges wurde er 1941 zur Wehrmacht einberufen, lehnte aus beruflichen Gründen jedoch eine Offizierausbildung ab. 1946 kehrte er aus britischer Gefangenschaft zurück.
In der Sowjetischen Besatzungszone wurde seine Schrift Rassisches Christentum im Neuen Testament (Hauschild, Bremen 1937) auf die Liste der auszusondernden Literatur gesetzt.
Von 1946 bis 1955 arbeitete er als Pastor in Nusse, einer Landgemeinde bei Lübeck, zu der heute die Kirche Nusse und die Dorfkirche Behlendorf gehören. Danach übernahm er die St. Gertrud-Gemeinde in Lübeck und wurde 1960 Oberpastor beim Bundesgrenzschutz Nord, wo er bis zu seinem Ruhestand 1975 blieb. Er starb 1994 in Lübeck.

## Ehrungen
- Bundesverdienstkreuz am Bande (1986)

## Veröffentlichungen
- Rassisches Christentum im Neuen Testament. Bremen 1937.